# Rumpesjön, Bohuslän
Rumpesjön är en sjö i Munkedals kommun i Bohuslän och ingår i Örekilsälvens huvudavrinningsområde. Sjön är 7,5 meter djup, har en yta på 0,052 kvadratkilometer och befinner sig 119 meter över havet.